# Hans-Joachim Bauer (Künstler)

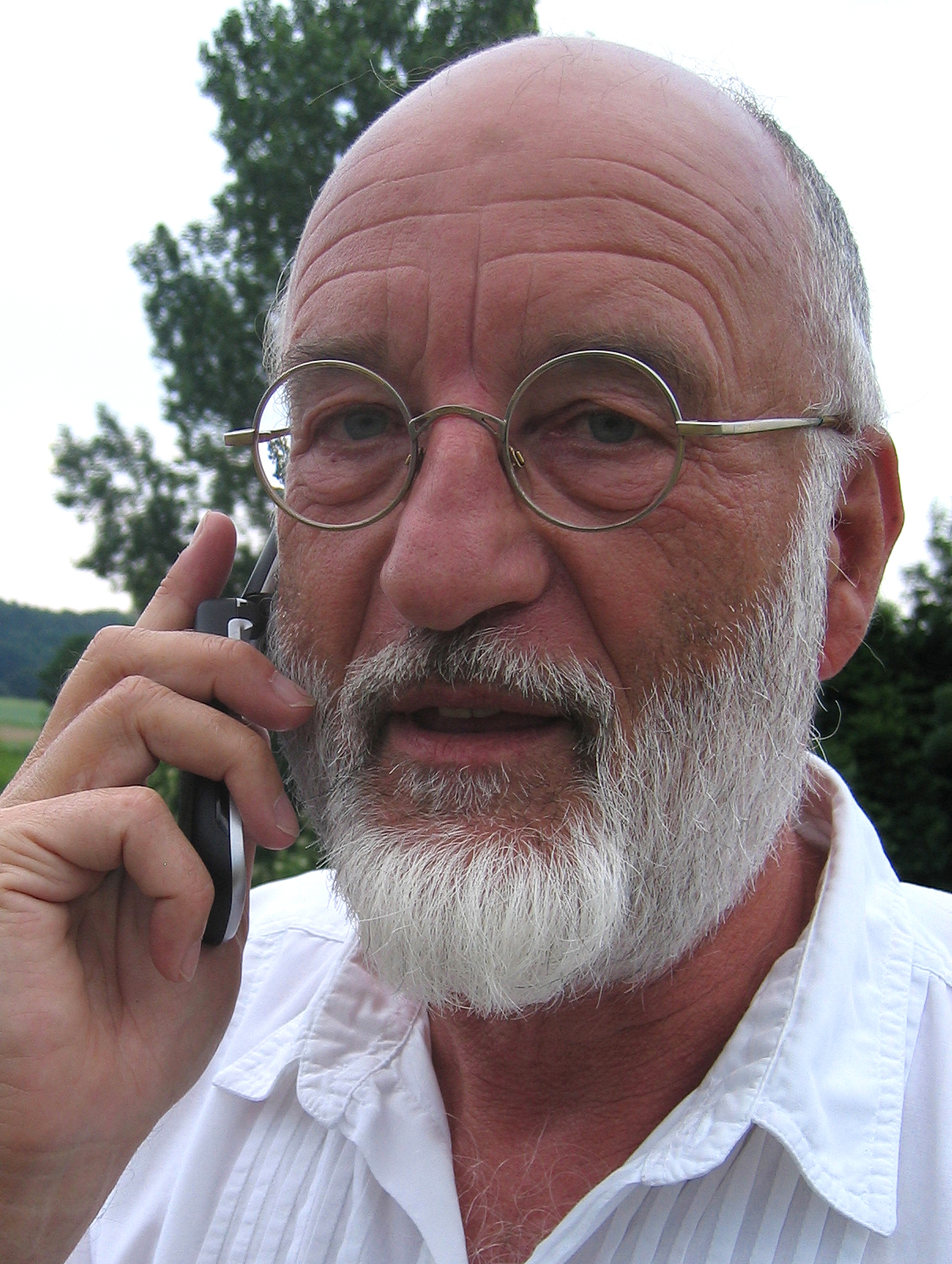
Hans-Joachim Bauer

Hans-Joachim Bauer (* 19. Juni 1942 in Homberg (Efze)) ist ein deutscher Land-Art-Künstler; er lebt und arbeitet in Mardorf, Homberg/Efze im nordhessischen Schwalm-Eder-Kreis.

## Gestaltungskonzept
Hans-Joachim Bauer beschäftigt sich seit 1993 mit Land Art und Ars-Natura-Projekten. In seinen Projekten im In- und Ausland geht es um die Visualisierung zivilisatorischer Prozesse. Ein Schwerpunkt seiner Arbeit erwächst aus der persönlich gelebten Spannung zwischen Euphorie und Schuldbewusstsein in Bezug auf die Aneignung der Natur durch den Menschen. Aneignung versteht Bauer im dialektischen Sinne als Gestaltung der menschlichen Lebensbedingungen. Als These definiert er die Natur, als Antithese die Zivilisation und als Synthese die Flucht von der Erde und das Überleben im Weltall.
Die Aneignung von Zeit, Raum, Erkenntnis und Herrschaft wird in die Natur zurück projiziert, in eine Natur als Bestandteil des „globalen Innenraumes“, wie Thomas Assheuer in der Zeit schrieb. Als Gestaltungselemente verwendet Bauer Naturmaterialien (Erde, Wasser/Eis, Feuer/Licht, Luft), Pflanzen, Tiere, Menschen, grafische Elemente, Schrift und Teile der Infrastruktur (Straßen). Als Werkzeuge dienen ihm GPS-Vermessungstechnik, einfache Vermessungsinstrumente und landwirtschaftliche Maschinen, wie Traktoren.
Manche Werke beziehen sich auf die Idee der sozialen Plastik von Joseph Beuys.

## Projekte (Auswahl)
- HASENJAGD, 1998, Deutschland, Aneignung von Raum, als Projektionsfläche dienten ein Weizenfeld und die Autobahn A 7 bei Malsfeld, die Silhouette eines Hasen wurde ausgeschnitten (Länge 300 m) aus einem Korn- und einem Rapsfeld mithilfe eines Traktors
- WASSER-www, 2002, Ägypten, Aneignung von Zeit, die Performance wurde in der Libyschen Wüste in der Nähe von Kairo realisiert, Akteure waren Lehrer und Schüler der Deutschen Schule in Kairo
- DER AUSFLUG VON HERRN STEFANSSON UND SEINER GELIEBTEN AUF DEN GLETSCHER VATNAJÖKUL, 2004, Island, Aneignung von Erkenntnis, eine farbliche Projektion auf dem Gletschereis mit Hilfe von Schablonen in Form von Füßen
- PSEUDOMONAS SYRINGAE ice-minus, 2007, Chile, Aneignung von Herrschaft, am Rand des Gletschersees des Gletschers Serrano / Patagonien wurde das Ensemble aus Eis kleinen Steinen mit den Händen geformt
- TITANIC - EIN MYTHOS TAUCHT AUF, 2008, Deutschland, Homberg/Efze, Aneignung von Herrschaft, das Oberdeck des Ozeanriesen taucht im Maßstab 1 : 1 auf einem Weizenfeld auf.
- POLSKA, earthwork, 2009, in Malwa, Polen mit einem Bagger realisiert. Stellt in Form eines 25 Meter langen Erdaushubs Höhen und Tiefen der polnischen Geschichte dar.
- CONFERENCIA DE CLIMA, 2010, in Chile, Projekt auf dem See des Gletschers Serrano / Patagonien. Ein schwimmender Eisberg (etwa 5 × 3 × 2 Meter sichtbare Eismasse oberhalb des Wasserpegels), der auf dem See trieb, wurde mittels im Eis befestigter Seile von einem Motorboot zur Gletscherkante zurückgezogen.[2]
- DER WEG ZUM ORAKEL, 2010, in der Sahara/Tunesien. Auf dem Wüstenboden wurden die Koordinaten der heiligen Straße des Orakels von Delphi/Griechenland mittels eines GPS-Empfängers geortet und auf einem Foto dargestellt.